# 江源区
江源区是中国吉林省白山市下辖的一个市辖区。江源区原为江源县，中国国务院于2006年6月5日批准设立为江源区，是白山市政府所在地。

## 行政区划
江源区下辖4个街道办事处、6个镇：
孙家堡子街道、江源街道、正岔街道、城墙街道、湾沟镇、松树镇、砟子镇、石人镇、大阳岔镇、大石人镇、三岔子林业局和湾沟林业局。

## 人口
根據第七次人口普查數據，截至2020年11月1日零時，渾江區常住人口為307982人。

## 交通
- 201国道过境。